# Povilas Urbšys
Povilas Urbšys (ur. 2 września 1962 w Poniewieżu) – litewski urzędnik państwowy, szef służby antykorupcyjnej w Poniewieżu, poseł na Sejm Republiki Litewskiej.

## Życiorys
W 1995 ukończył studia z zakresu historii na Wileńskim Uniwersytecie Pedagogicznym. W latach 80. pracował głównie jako robotnik w różnych zakładach pracy. W 1991 w czasie wydarzeń styczniowych znajdował się wśród obrońców litewskiego parlamentu. Od 1990 do 1994 był urzędnikiem w Poniewieżu, najpierw w inspekcji ochrony zabytków, następnie w departamencie zajmującym się bezpieczeństwem. Później zatrudniony w Ministerstwie Finansów. W 1997 stanął na czele jednego z czterech oddziałów Specjalnej Służby Śledczej (STT) w Poniewieżu, zajmującej się zwalczaniem korupcji. Urząd ten sprawował do 2012.
W 2012 zdecydował się na start w wyborach parlamentarnych w 2012 jako kandydat niezależny w jednym z okręgów jednomandatowych. W drugiej turze głosowania został wybrany do Sejmu, pokonując przedstawiciela Partii Pracy. W 2016 z powodzeniem ubiegał się o poselską reelekcję w okręgu jednomandatowym, kandydując jednocześnie z listy krajowej Litewskiego Związku Rolników i Zielonych.

## Odznaczenia
- Krzyż Kawalerski Orderu Krzyża Pogoni – 2005[3]
- Medal Rady Bałtyckiej – 2009[4]